# أخيضر كاسيني
أخيضر كاسيني (الاسم العلمي:Vireo cassinii) (بالإنجليزية: Cassin's Vireo)‏ هو نوع من الطيور يتبع جنس الأخيضر من الفصيلة الأخيضرية.